# Rhagonycha melanodera
Rhagonycha melanodera is een keversoort uit de familie soldaatjes (Cantharidae). De wetenschappelijke naam van de soort werd in 1818 gepubliceerd door Eschsch.